# Eredivisie 2023/24 (mannenvoetbal)/Transfers winter
Dit is een lijst van transfers uit de Nederlandse Eredivisie in de winter van het seizoen 2023/24. Hierin staan alleen transfers die clubs uit de Eredivisie hebben voltooid.
De transferperiode duurt van 1 januari 2024 tot 31 januari 2024. Deals mogen op elk moment van het jaar gesloten worden, maar de transfers zelf mogen pas in de transferperiodes plaatsvinden. Er kunnen ook uitgaande deals buiten een transferperiode plaatsvinden, omdat in sommige landen een andere transferperiode wordt gehanteerd. Transfervrije spelers (spelers zonder club) mogen op elk moment van het jaar gecontracteerd worden.
| Speler                    | Nationaliteit         | Oude club                 | Nieuwe club          | Extra                         |
| ------------------------- | --------------------- | ------------------------- | -------------------- | ----------------------------- |
| Paxten Aaronson           | Verenigde Staten      | Eintracht Frankfurt       | SBV Vitesse          | verhuurd                      |
| Nikolas Agrafiotis        | Servië                | SBV Excelsior             | SV Wehen Wiesbaden   |                               |
| Pedro Alemañ              | Spanje                | Sparta Rotterdam          | Valencia CF Mestalla | transfervrij                  |
| Agustín Anello            | Verenigde Staten      | Sparta Rotterdam          | SC Cambuur           | verhuurd                      |
| Nikolai Baden Frederiksen | Denemarken            | Austria Lustenau          | SBV Vitesse          | einde huur                    |
| Nikolai Baden Frederiksen | Denemarken            | SBV Vitesse               | Lyngby BK            | verhuurd                      |
| Kristijan Belić           | Servië                | Partizan Belgrado         | AZ Alkmaar           | € 4.000.000                   |
| Koen Blommestijn          | Nederland             | FC Volendam               | Quick Boys           | verhuurd                      |
| Myron Boadu               | Nederland             | AS Monaco                 | FC Twente            | verhuurd                      |
| Yvandro Borges Sanches    | Luxemburg             | Borussia Mönchengladbach  | NEC Nijmegen         | verhuurd                      |
| Jayden Braaf              | Nederland             | Hellas Verona             | Fortuna Sittard      | verhuurd                      |
| Jordy Bruijn              | Nederland             | Safa SC                   | Heracles Almelo      | transfervrij                  |
| Selim Can Sönmez          | Turkije               | NEC Nijmegen              | TOP Oss              | verhuurd                      |
| Tjaronn Chery             | Sovjet-Unie           | Maccabi Haifa             | NEC Nijmegen         | verhuurd                      |
| Delano van Crooij         | Nederland             | Sparta Rotterdam          | VVV-Venlo            | verhuurd                      |
| Alessio Da Cruz           | Kaapverdië            | Feralpisalò               | Fortuna Sittard      | transfervrij                  |
| Javairô Dilrosun          | Servië                | Feyenoord                 | Club América         | € 4.600.000                   |
| Lance Duijvestijn         | Nederland             | Almere City               | SBV Excelsior        | € 200.000                     |
| Jason van Duiven          | Nederland             | PSV Eindhoven             | Almere City          | verhuurd                      |
| Úmaro Embaló              | Portugal              | FC Cartagena              | Fortuna Sittard      | einde huur                    |
| Úmaro Embaló              | Portugal              | Fortuna Sittard           | Rio Ave FC           | verhuurd                      |
| Gonçalo Esteves           | Portugal              | Sporting CP               | AZ Alkmaar           | verhuurd                      |
| Adrian Fein               | Nederland             | SBV Excelsior             | SC Verl              |                               |
| Rashaan Fernandes         | Nederland             | Go Ahead Eagles           | União Leiria         | verhuurd                      |
| Kian Fitz-Jim             | Nederland             | SBV Excelsior             | AFC Ajax             | einde huur                    |
| Kenzo Goudmijn            | Nederland             | AZ Alkmaar                | SBV Excelsior        | verhuurd                      |
| Axel Guessand             | Frankrijk             | Udinese                   | FC Volendam          | verhuurd                      |
| Anis Hadj Moussa          | Algerije              | Patro Eisden              | SBV Vitesse          | verhuurd                      |
| Saïd Hamulić              | Bosnië en Herzegovina | SBV Vitesse               | FC Toulouse          | einde huur                    |
| Tim Handwerker            | Duitsland             | 1.FC Nürnberg             | FC Utrecht           | verhuurd                      |
| Jordan Henderson          | Engeland              | Al-Ettifaq                | AFC Ajax             | transfervrij                  |
| Bradly van Hoeven         | Nederland             | Almere City               | FC Emmen             | verhuurd                      |
| Ajdin Hrustić             | Australië             | Hellas Verona             | Heracles Almelo      |                               |
| Dean Huiberts             | Nederland             | PEC Zwolle                | Beerschot VA         | verhuurd                      |
| Daan Huisman              | Nederland             | FK Haugesund              | SBV Vitesse          | einde huur                    |
| Melih İbrahimoğlu         | Turkije               | Heracles Almelo           | KS Egnatia           | transfervrij                  |
| Flip Klomp                | Nederland             | FC Volendam               | Koninklijke HFC      | verhuurd                      |
| Filip Krastev             | Bulgarije             | Lommel SK                 | PEC Zwolle           | verhuurd                      |
| Sam Lammers               | Nederland             | Rangers FC                | FC Utrecht           | verhuurd                      |
| Richard Ledezma           | Verenigde Staten      | New York City FC          | PSV Eindhoven        | einde huur                    |
| Loizos Loizou             | Cyprus                | Omonia Nicosia            | sc Heerenveen        | verhuurd                      |
| Justin Lonwijk            | Nederland             | Dinamo Kiev               | Fortuna Sittard      | verhuurd                      |
| Million Manhoef           | Nederland             | SBV Vitesse               | Stoke City           | €4.000.000                    |
| Magnus Mattsson           | Denemarken            | NEC Nijmegen              | FC Kopenhagen        | €4.250.000                    |
| Adrian Mazilu             | Roemenië              | Brighton & Hove Albion FC | SBV Vitesse          | verhuurd                      |
| Mexx Meerdink             | Nederland             | AZ Alkmaar                | SBV Vitesse          | verhuurd                      |
| Raz Meir                  | Israël                | RKC Waalwijk              | Hapoel Tel Aviv      | transfervrij                  |
| Djordje Mihailovic        | Verenigde Staten      | AZ Alkmaar                | Colorado Rapids      | € 2.730.000                   |
| Georges Mikautadze        | Georgië               | AFC Ajax                  | FC Metz              | verhuurd                      |
| Shunsuke Mito             | Japan                 | Albirex Niigata           | Sparta Rotterdam     |                               |
| Abdenego Nankishi         | Duitsland             | Heracles Almelo           | Werder Bremen        | einde huur                    |
| Luc Netten                | Nederland             | NEC Nijmegen              | Feyenoord O21        | transfervrij                  |
| Thijmen Nijhuis           | Nederland             | zonder club               | FC Utrecht           |                               |
| Tijjani Noslin            | Nederland             | Fortuna Sittard           | Hellas Verona        | € 3.000.000                   |
| Hugo Novoa                | Spanje                | FC Utrecht                | RB Leipzig           | einde huur                    |
| Jens Odgaard              | Denemarken            | AZ Alkmaar                | Bologna FC 1909      | verhuurd                      |
| Jeppe Okkels              | Denemarken            | IF Elfsborg               | FC Utrecht           | € 700.000                     |
| Fredrik Oppegård          | Noorwegen             | PSV Eindhoven             | Heracles Almelo      | verhuurd                      |
| Sami Ouaissa              | Nederland             | Roda JC Kerkrade          | NEC Nijmegen         |                               |
| Sami Ouaissa              | Nederland             | NEC Nijmegen              | Roda JC Kerkrade     | verhuurd                      |
| Ivor Pandur               | Kroatië               | Fortuna Sittard           | Hull City            | € 2.000.000                   |
| Kristoffer Peterson       | Zweden                | Hapoel Beer Sheva         | Fortuna Sittard      | transfervrij                  |
| Calvin Raatsie            | Nederland             | FC Utrecht                | Roda JC              | verhuurd                      |
| Julian Rijkhoff           | Nederland             | Borussia Dortmund O19     | AFC Ajax             | € 1.400.000                   |
| Milan Robberechts         | Nederland             | Fortuna Sittard           | VVV-Venlo            | verhuurd                      |
| Maximiliano Romero        | Argentinië            | PSV Eindhoven             | Racing Club          | € 2.470.000 (was al verhuurd) |
| Kaj de Rooij              | Nederland             | NEC Nijmegen              | zonder club          |                               |
| Manel Royo                | Spanje                | Almere City               | NAC Breda            |                               |
| Modibo Sagnan             | Frankrijk             | FC Utrecht                | Montpellier HSC      | € 3.200.000                   |
| Anass Salah-Eddine        | Nederland             | AFC Ajax                  | FC Twente            | € 1.000.000                   |
| Antonio Satriano          | Italië                | Heracles Almelo           | AC Trento 1921       | verhuurd                      |
| Vivaldo Semedo            | Portugal              | Udinese                   | FC Volendam          | verhuurd                      |
| Darío Serra               | Spanje                | Go Ahead Eagles           | Mérida AD            | verhuurd                      |
| Nico Serrano              | Spanje                | PEC Zwolle                | Athletic Bilbao      | einde huur                    |
| Mats Seuntjens            | Nederland             | FC Utrecht                | RKC Waalwijk         | transfervrij                  |
| Sylla Sow                 | Nederland             | Go Ahead Eagles           | NEC Nijmegen         |                               |
| Elayis Tavsan             | Nederland             | NEC Nijmegen              | Hellas Verona        | € 500.000                     |
| Søren Tengstedt           | Denemarken            | Silkeborg IF              | Go Ahead Eagles      |                               |
| Alexis Tibidi             | Frankrijk             | NEC Nijmegen              | Troyes AC            | einde huur                    |
| Nathan Tjoe-A-On          | Nederland             | Swansea City              | sc Heerenveen        | verhuurd                      |
| Manfred Ugalde            | Costa Rica            | FC Twente                 | Spartak Moskou       | € 13.000.000                  |
| Michael Verrips           | Nederland             | FC Groningen              | Fortuna Sittard      | einde huur                    |
| Yorbe Vertessen           | België                | PSV Eindhoven             | 1. FC Union Berlin   | € 4.750.000                   |
| Niklas Vesterlund         | Denemarken            | Tromsø IL                 | FC Utrecht           | € 600.000                     |
| Silvester van der Water   | Nederland             | SC Cambuur                | PEC Zwolle           | verhuurd                      |
| Sai van Wermeskerken      | Japan                 | NEC Nijmegen              | Kawasaki Frontale    | transfervrij                  |
| Lequincio Zeefuik         | Nederland             | FC Volendam               | AZ Alkmaar           | € 500.000                     |

2007/08 (zomer · winter) · 
2008/09 (zomer · winter) · 
2009/10 (zomer · winter) · 
2010/11 (zomer · winter) · 
2011/12 (zomer · winter) · 
2012/13 (zomer · winter) · 
2013/14 (zomer · winter) · 
2014/15 (zomer · winter) · 
2015/16 (zomer · winter) · 
2016/17 (zomer · winter) ·
2017/18 (zomer · winter) ·
2018/19 (zomer · winter) ·
2019/20 (zomer · winter) ·
2020/21 (zomer · winter) ·
2021/22 (zomer · winter) ·
2022/23 (zomer · winter) ·
2023/24 (zomer · winter) ·
2024/25 (zomer · winter) ·